# Linia graniczna

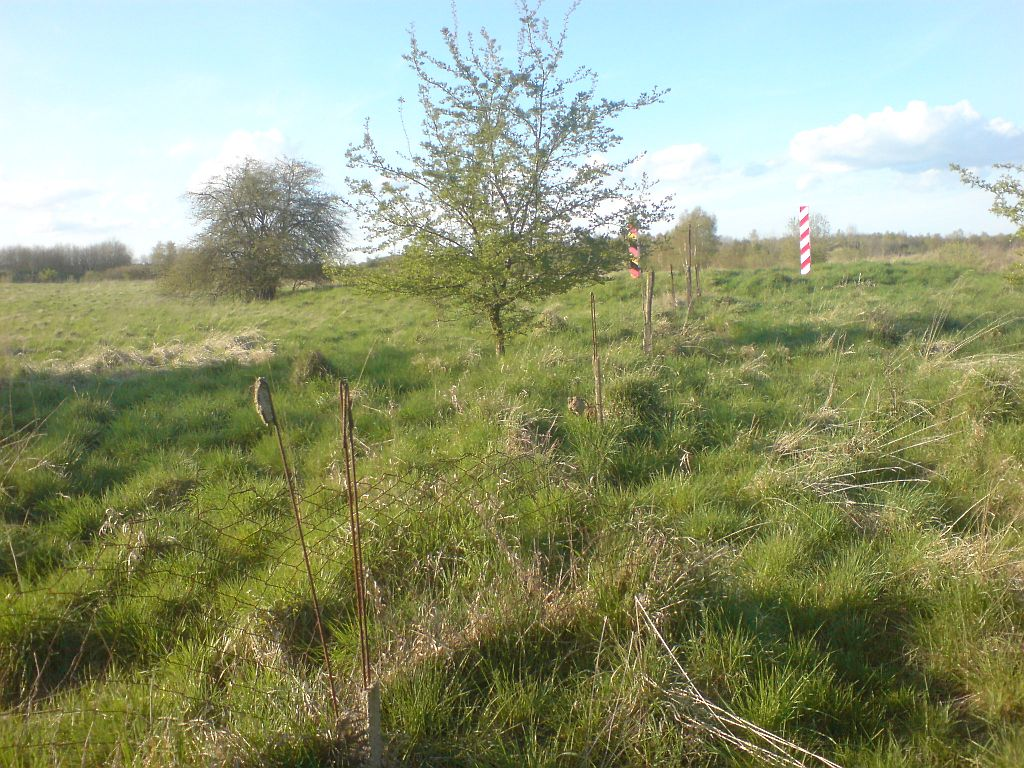
Zniszczony płot przebiagający dokładnie w linii granicznej między Polską a Niemcami. Po polskiej stronie znajduje się (nieujęty na zdjęciu) głęboki rów, a za nim pas drogi granicznej.

Linia graniczna - miejsce przecięcia granicy państwowej z powierzchnią ziemi bądź z wodami powierzchniowymi. W terenie przebieg linii granicznej wyznaczają znaki graniczne. Jeśli umowy nie stanowią inaczej, linia graniczna przebiega w następujący sposób:
- Na odcinkach lądowych i większych zbiornikach wodnych po linii prostej pomiędzy dwoma sąsiednimi znakami, także w przypadku przecięcia granicą cieków i zbiorników wodnych z jednego brzegu na drugi.
- Środkiem suchych rowów granicznych i dróg granicznych. W tym przypadku znaki graniczne umieszczane są na przemian po obu stronach granicy.
- Na rzekach, potokach itp. wzdłuż linii środkowej koryta. Jest to tzw. "granica ruchoma", która dostosowuje się do naturalnych i sztucznych zmian położenia koryta, chyba że zmiana jest znaczna lub umawiające się strony stanowią inaczej. Linia środkowa to linia jednakowo oddalona od obu brzegów. W przypadku, gdy ciek graniczny się rozgałęzia, linia graniczna podąża ramieniem o większym przepływie.